# Cesar Romero
Cesar Julio Romero Jr. zvaný Butch (15. února 1907 New York – 1. ledna 1994 Santa Monica) byl hispanoamerický herec a zpěvák.
Jeho otec byl obchodník s cukrem, matka byla údajně nemanželskou dcerou José Martího. Absolvoval newyorskou Collegiate School, jeho rodina přišla o majetek v době velké hospodářské krize a Cesar ji živil z výdělků profesionálního tanečníka a broadwayského herce. Jeho prvním hollywoodským úspěchem byla v roce 1934 komedie Detektiv Nick v New Yorku. Díky výšce 191 centimetrů a exotickému vzhledu hrál převážně milovníky v romantických komediích, koncem třicátých let převzal od Warnera Baxtera postavu kovboje Cisco Kida. Se Shirley Templeovou hrál ve filmu Rekrut Willie Winkie (1937), významnou rolí byl také Doc Holliday ve westernu Město ztracených (1939) nebo Hernán Cortés v dobrodružném historickém filmu Captain from Castile (1947), v detektivní veselohře Dannyho jedenáctka (1960) byl jeho partnerem Frank Sinatra. Účinkoval v televizních seriálech, např. Zorro a Agent Smart, nejvíce ho proslavila postava Jokera v Batmanovi. Na Hollywoodském chodníku slávy má dvě hvězdy, jednu za filmovou a druhou za televizní činnost.
Byl členem Republikánské strany, za druhé světové války sloužil jako dobrovolník u pobřežní stráže v Tichomoří. Byl svobodný a bezdětný, po jeho smrti oznámil Boze Hadleigh, že se mu Romero svěřil se svojí homosexuální orientací.